# Кралево (город)
Кра́лево (серб. Краљево / Kraljevo) — город в Сербии в Рашском округе. По переписи 2022 года, в городе проживают 61 490 жителей, в 2011 году — 64 175 жителей.

## География
Муниципальный район расположен в центральной части Сербии, в устье реки Ибар и Западная Морава, в долине между Шумадией и Копаоником, средняя высота над уровнем моря 206 метров.
Горы, которые расположены в общине Кралево: Гоч (1216 м), Столови (1375 м), Троглав (1177 м), Чемерно (1579 м), Радочело (1643 м) и другие. Покрыты лесом (на более низких высотах бук, пихта, липа, ясень, а выше хвойные породы) с пастбищами с различными видами горных трав.

## История
Село Рудо-Поле, из которого возник город, было основано в XIV веке.
Край попал под власть Османской империи в 1458—1459 гг.
В османское время город носил название Карановац.
Сербские повстанцы в 1805 году захватили и разграбили город.

## Туризм
В Кралеве и окрестностях много санаториев:
- Врнячка-Баня
- Матарушка-Баня
- Богутовачка-Баня
- Сирчанска-Баня

- Сирчанска-Баня
- Матарушка-Баня
- Кралево

## Достопримечательности
В Кралеве и окрестностях много культурно-исторических памятников:
- дворец Господар-Васин конак
- монастырь Жича
- монастырь Студеница
- средневековый город Маглич

## Города-побратимы
Иваново, Россия

## Климат
Метеостанция Кралево, расположенная на 215 м над уровнем моря, имеет данные с 1890 (координаты 43° 42’N 20° 42’E)
В целом, Кралево имеет умеренно континентальный климат, с вариациями из-за высоты.
Максимальная температура за всю историю на станции составила 44,3 °C 22 июля 1939 года, а самая низкая температура была зарегистрирована 19 февраля 1956 года и составила −27,1 °C.
Рекордный максимум осадков за сутки: 124,1 мм (отмечен 25 мая 1968 года).
Самый мощный снежный покров сформировался 23 февраля 1954 и составил 90 см.
| Показатель                                                        | Янв. | Фев.  | Март  | Апр. | Май  | Июнь | Июль | Авг. | Сен. | Окт. | Нояб. | Дек.  | Год  |
| ----------------------------------------------------------------- | ---- | ----- | ----- | ---- | ---- | ---- | ---- | ---- | ---- | ---- | ----- | ----- | ---- |
| Абсолютный максимум, °C                                           | 18,2 | 25,5  | 27,6  | 32,1 | 34,8 | 37,7 | 38,9 | 38,7 | 37,3 | 31,9 | 28,6  | 21,9  | 38,9 |
| Средний суточный максимум, °C                                     | 3,3  | 6,8   | 12,0  | 17,7 | 22,3 | 25,2 | 27,3 | 27,5 | 23,9 | 18,0 | 11,0  | 5,0   | 16,7 |
| Средняя температура, °C                                           | −0,5 | 2,3   | 6,5   | 11,7 | 16,2 | 19,1 | 20,8 | 20,4 | 16,8 | 11,5 | 6,2   | 1,4   | 11,0 |
| Средний суточный минимум, °C                                      | −4,3 | −1,7  | 1,4   | 5,7  | 10,1 | 13,1 | 14,2 | 13,7 | 10,6 | 6,0  | 1,9   | −2,1  | 5,7  |
| Абсолютный минимум, °C                                            | −24  | −23,6 | −14,4 | −3,5 | −1,6 | 5,0  | 7,0  | 3,1  | −1,8 | −5,6 | −17,4 | −19,2 | −24  |
| Норма осадков, мм                                                 | 54   | 49    | 53    | 61   | 92   | 96   | 76   | 57   | 58   | 46   | 60    | 61    | 761  |
| Источник: СРЕДЊЕ МЕСЕЧНЕ, ГОДИШЊЕ И ЕКСТРЕМНЕ ВРЕДНОСТИ 1961-1990 |      |       |       |      |      |      |      |      |      |      |       |       |      |

| Показатель                    | Янв. | Фев. | Март | Апр. | Май  | Июнь | Июль | Авг. | Сен. | Окт. | Нояб. | Дек. | Год  |
| ----------------------------- | ---- | ---- | ---- | ---- | ---- | ---- | ---- | ---- | ---- | ---- | ----- | ---- | ---- |
| Средний суточный максимум, °C | 4,7  | 7,1  | 12,8 | 17,8 | 23,1 | 26,2 | 28,7 | 28,8 | 23,2 | 17,7 | 11,9  | 5,3  | 17,3 |
| Средняя температура, °C       | 1,3  | 2,9  | 7,7  | 12,0 | 17,0 | 20,2 | 22,3 | 22,2 | 17,3 | 12,4 | 7,3   | 2,4  | 12,1 |
| Средний суточный минимум, °C  | −2,2 | −1,3 | 2,6  | 6,2  | 10,8 | 14,3 | 15,9 | 15,7 | 11,5 | 7,1  | 2,6   | −0,6 | 6,9  |
| Норма осадков, мм             | 39   | 40   | 48   | 59   | 66   | 78   | 101  | 59   | 58   | 50   | 54    | 47   | 699  |
| Источник:                     |      |      |      |      |      |      |      |      |      |      |       |      |      |

| Относительная влажность воздуха | Относительная влажность воздуха | Относительная влажность воздуха | Относительная влажность воздуха | Относительная влажность воздуха | Относительная влажность воздуха | Относительная влажность воздуха | Относительная влажность воздуха | Относительная влажность воздуха | Относительная влажность воздуха | Относительная влажность воздуха | Относительная влажность воздуха | Относительная влажность воздуха | Относительная влажность воздуха |
| Месяц                           | Янв                             | Фев                             | Мар                             | Апр                             | Май                             | Июн                             | Июл                             | Авг                             | Сен                             | Окт                             | Ноя                             | Дек                             | Год                             |
| Влажность воздуха, %            | 81                              | 77                              | 70                              | 66                              | 70                              | 72                              | 70                              | 70                              | 74                              | 76                              | 80                              | 83                              | 74                              |
| ------------------------------- | ------------------------------- | ------------------------------- | ------------------------------- | ------------------------------- | ------------------------------- | ------------------------------- | ------------------------------- | ------------------------------- | ------------------------------- | ------------------------------- | ------------------------------- | ------------------------------- | ------------------------------- |

| Солнечное сияние, часов за месяц | Солнечное сияние, часов за месяц | Солнечное сияние, часов за месяц | Солнечное сияние, часов за месяц | Солнечное сияние, часов за месяц | Солнечное сияние, часов за месяц | Солнечное сияние, часов за месяц | Солнечное сияние, часов за месяц | Солнечное сияние, часов за месяц | Солнечное сияние, часов за месяц | Солнечное сияние, часов за месяц | Солнечное сияние, часов за месяц | Солнечное сияние, часов за месяц | Солнечное сияние, часов за месяц |
| Месяц                            | Янв                              | Фев                              | Мар                              | Апр                              | Май                              | Июн                              | Июл                              | Авг                              | Сен                              | Окт                              | Ноя                              | Дек                              | Год                              |
| Солнечное сияние, ч              | 58                               | 84                               | 139                              | 163                              | 203                              | 213                              | 256                              | 252                              | 193                              | 152                              | 78                               | 45                               | 1835                             |
| -------------------------------- | -------------------------------- | -------------------------------- | -------------------------------- | -------------------------------- | -------------------------------- | -------------------------------- | -------------------------------- | -------------------------------- | -------------------------------- | -------------------------------- | -------------------------------- | -------------------------------- | -------------------------------- |